# Aymeric Jeanneau
Aymeric Jeanneau, né le 10 octobre 1978 à La Roche-sur-Yon (Vendée), est un joueur français de basket-ball qui évoluait au poste de meneur.

## Biographie
Il fait ses premiers dribbles à Saint-Fulgent avant d'intégrer le Centre de formation de Cholet Basket. Il reste un long moment à Cholet sous les ordres d'Éric Girard notamment avant de suivre son entraîneur préféré au STB Le Havre puis à la SIG. Jeanneau va d'ailleurs emmener la SIG au titre de champion de France 2004-2005. Aymeric redécouvrira ensuite l'Euroligue avec l'équipe strasbourgeoise le long de la saison 2005-2006. À la fin de cette saison, il décide de quitter la SIG pour aller à l'ASVEL où il retrouvera Laurent Foirest, son coéquipier lors du championnat du monde de basket-ball 2006 au Japon avec l'Équipe de France.
Le néo-villeurbannais est alors annoncé comme la doublure de Tony Parker en vue du championnat d'Europe de basket-ball 2007 en Espagne. Mais une blessure au ménisque survenue seulement quelques jours avant le début de l'Euro le pousse à déclarer forfait pour cette compétition.
Il rejoint à nouveau la SIG au début de la saison 2010-2011.
Le 15 avril 2013, Jeanneau annonce qu'il prendra sa retraite au terme de la saison 2012-2013.Il annonce également son intention d'effectuer sa reconversion au sein de la SIG.
Le 12 février 2020, le Stade rochelais Rupella annonce son arrivée en tant que manager général.
Son surnom Foxy lui vient de sa vitesse balle en main.

## Clubs successifs
- 1985-1992 :  Basket Club Fulgentais
- 1992-1996 :  Cholet Basket (centre de formation)
- 1996-2003 :  Cholet Basket (Pro A)
- 2003-2004 :  Saint Thomas Basket Le Havre (Pro A)
- 2004-2006 :  SIG Strasbourg (Pro A)
- 2006-2010 :  ASVEL Lyon-Villeurbanne (Pro A)
- 2010-2013 :  SIG Strasbourg (Pro A)
- 2013- :  Furdenheim A.C.S.L.

## Palmarès

### En club
- Champion de France : 2005 avec Strasbourg, 2009 avec Lyon-Villeurbanne
- Coupe de France : 1998 et 1999 avec Cholet, 2008 avec Lyon-Villeurbanne
- Semaine des As : 2010 avec Lyon-Villeurbanne
- Finaliste de la Disney Land Leaders Cup 2013 avec Strasbourg
- Finaliste du Championnat de France de Pro A 2013 avec Strasbourg

### Sélection nationale
- Médaille d'argent au championnat d'Europe Juniors en Lituanie (1996)
- 56 sélections en équipe de France (149 points marqués)
- Record de 16 points marqués face à l'Angola en 2006